# Fernando Villalona
Ramón Fernando Villalona Évora, (Montecristi; 7 de mayo de 1955), más conocido como Fernandito Villalona, y apodado como "El Mayimbe", es un cantante dominicano. Aunque originalmente se dio a conocer con los géneros  balada y bolero, Villalona ha incursionado exitosamente en géneros como merengue, bachata y últimamente en la música cristiana.[cita requerida]
Ha grabado más de 20 álbumes, casi todos éxitos rotundos. Canciones como «Tabaco y ron», «Celos», «Te amo demasiado», «La hamaquita», «Dominicano soy», «Sonámbulo» y «Carnaval (Baile en la calle)», entre otros se hizo popular en la década de 1980. «Quisqueya», «No podrás», «Música latina», «Retorno» y «Me he enamorado» fueron algunos de sus más grandes éxitos en la década de 1990. Villa lona pertenece a la época denominada "Los Años Dorados del Merengue".[cita requerida]
Villalona comenzó a cantar a temprana edad y se hizo popular después de participar en "El festival de la voz", un concurso de televisión en busca de talentos. Después de eso, el icono del merengue Wilfrido Vargas lo contrató para formar parte de su grupo Los Hijos del Rey,<ref.>«El merengue lo que necesita es una alianza». 21 de diciembre de 2012. Archivado desde el original el 23 de septiembre de 2015. Consultado el 14 de febrero de 2014.</ref> pero Fernando y el grupo pronto se separarían después de que su popularidad llegara a ser más grande que el propio grupo. Tiempo después entró en un período de drogas y aislamiento, pero nunca dejó de cantar, y siguió grabando durante ese período.[cita requerida]
Participó en la versión en español de «We are the World», llamada «Somos el mundo», junto con otras superestrellas como Juanes, Ricardo Montaner, Ricky Martin y Enrique Iglesias.[cita requerida]
En los últimos años, Villalona le dio a su carrera una perspectiva más espiritual convirtiéndose al cristianismo y lanzando un disco cristiano. Ha tenido algunos problemas de salud que hacen de sus presentaciones una tarea difícil, pero a pesar del hecho de no ser capaz de realizar presentaciones con frecuencia, Villalona sígue siendo todavía uno de los cantantes más importantes en la historia dominicana.
Fernando Villalona nació en Montecristi, República Dominicana, hijo de Ángel Ramón Villalona y Virginia Arcadia Évora de Villalona. Sin embargo, pasó su infancia y adolescencia en el municipio de Loma de Cabrera, donde creció junto a sus nueve hermanos. Allí cursó sus estudios iniciales e inició sus actividades artísticas bajo la tutela del profesor Papito Andújar.[2]  
Desde temprana edad comenzó a destacar en veladas escolares e infantiles, y a los 15 años representó a su ciudad natal en el Festival de la Voz Dominicana en 1971, interpretando la canción «Lágrimas para un recuerdo», con la cual obtuvo el quinto lugar.[cita requerida]

## Carrera

### Los Hijos del Rey (década de 1970)
Villalona fue descubierto por el compositor dominicano Rafael Solano con quien grabó una producción discográfica titulada "Fernandito Villalona: sus Exitos", pero volvió a Loma de Cabrera por razones personales. Su primera presentación ante un gran público fue en el Primer Festival de la Voz organizado por el Maestro Rafael Solano para el mes de junio del 1971; en este evento quedó en el quinto lugar. Desde su aparición en el escenario de Radio Televisión Dominicana donde se presentaron las rodas de inicios, Fernando Villalona captó la atención del público tanto presentes como televidentes, su impronta como futuro artista quedó establecida cuando en la ronda final, al no resultar ganador, provoca las protestas más importantes conocidas en evento de este tipo en República Dominicana, sin lugar a dudas, Fernandito Villalona entraba al corazón de la mayor parte del pueblo dominicano.
Un nuevo proyecto había surgido a mediados de los años 70, la orquesta Los Hijos Del Rey creada por el ícono del merengue Wilfrido Vargas, donde Villalona se reincorpora a la música, debutando junto a Fania All Stars. Aunque se inició como baladista, Villalona desarrollaría su carrera al amparo del merengue, el ritmo folclórico por excelencia de los dominicanos. Villalona hizo su debut profesional en la orquesta junto a futuras luminarias del arte popular dominicano como: Bonny Cepeda, Tito Kenton, Raulín Rosendo. Dentro de la orquesta, Villalona popularizó varios temas como son: "A Tatico Henríquez", "Barahona", "Santo Domingo","Así es la Vida", "La Ambulancia", "Jardinera", "Compadre Pedro Juan", "Un brindis por Juan Lockuard", "La Leche", "Chiquitita", "Primera Vez", "Ahora vengo más duro", entre otros.
Sin embargo su carisma y su rápida conexión con el público lo hizo más grande que el propio grupo, dando como resultado su separación del mismo a finales de 1970.

### Solista (1981-presente)
En 1981, Fernando inició una prominente carrera como solista superando sus éxitos anteriores y ganándose el mote de "El Niño Mimado". Siguió cosechando popularidad a través de la década de 1980, haciendo presentaciones multitudinarias y convirtiéndose en la sensación juvenil del momento. 
Para finales de los 80 y principio de los 90, Fernando tuvo una carrera no menos exitosa, pero se vio empañada por un período de drogas y aislamiento, manteniéndolo en un letargo musical, aunque sus canciones seguían número uno en República Dominicana y parte de Latinoamérica. 
Tras su recuperación nunca dejó de cantar, y algunas de sus mejores canciones nacieron durante ese período.
En 2011 celebró 40 años en la música y decidió hacer un álbum cristiano y en octubre de 2011 lanzó "Mi luz", un álbum religioso que alaba a Dios y donde canta sobre su vida pasada y cómo la misma ha cambiado con los años. Su primer sencillo "Me he enamorado", fue escrito por el compositor Raúl Jurany.
En 2012, Villalona grabó "El color de tu mirada" con la cantante y compositora Victoria Daly. El video musical fue dirigido por René Brea en la República Dominicana. Fue nominado a "Mejor video musical" en los Premios Soberano en 2013.

## Discografía
- 1981: La Tuerca
- 1982: Feliz Cumbé
- 1982: El Mayimbe
- 1983: Así Soy Yo!
- 1984: Fernandito Ayer y Hoy
- 1985: ¡A la Carga!
- 1986: Para Mi Pueblo... Todo
- 1987: La Cartita
- 1988: Romántico
- 1989: Esta Es Mi Historia
- 1990: Todo
- 1991: Quisqueyano
- 1993: El Niño Mimado
- 1994: Llego el Mayimbe
- 1995: Amigo
- 1995: Confundido
- 1996: Soy Un Hombre Feliz
- 1999: Nací Para Cantar
- 2000: El Mayimbe En Bachata
- 2001: En Vivo
- 2002: Mal Acostumbrado
- 2002: Un Beso y Una Flor... Homenaje a Balaguer
- 2011: Mi Luz
- 2020: Cosas del alma
- 2020: Producto de mi tiempo
- 2020: El Mayimbe 2020
- 2021: Insensatez
- 2022: Se que un dia morire

## Premios y reconocimientos
Ha obtenido el Premio ACE que otorga la crónica de arte hispana de New York, varios premios Soberanos y varias nominaciones al Grammy Latino 2002.

## Vida personal
Villalona estuvo casado con una mujer puertorriqueña llamada Evelyn Jorge y tuvieron una hija llamada Paloma; además tiene otra hija Claritza y dos varones Fernando José y José Fernando (Mellizos). Él y su actual esposa Fátima Vicioso adoptaron a Mathew, un niño que sufre de autismo.

### Filantropía
Ha cantado por varios años a los niños con discapacidad visual, en el Centro Nacional de Recursos Educativos Para la Discapacidad Visual "Olga Estrella", siendo reconocido en diciembre de 2009 por su apoyo y dedicación a esta institución.

## Trivia
- Fernando Villalona ya sea por razones de mercadeo o por escándalos en su vida personal, no ha logrado trascender más allá de las fronteras dominicanas, a excepción de sectores de la diáspora dominicana en New York, Colombia, Panamá, Puerto Rico y Venezuela. No obstante, su popularidad era tan grande que fue considerado un fenómeno artístico en su época.
- "El Mayimbe", sobrenombre con el que se le conoce popularmente, es un apelativo de origen cubano con que se designa al principal exponente de alguna actividad. Este apodo fue adoptado tiempo después por Antony Santos, uno de los principales exponentes de la bachata en la República Dominicana.